# Gidiuli
Giuseppe Gidiuli, noto semplicemente come Gidiuli (Trepuzzi, 1º agosto 1944 – Modena, 17 ottobre 2009), è stato un cantante italiano.

## Biografia
Trasferitosi in Emilia-Romagna, debutta nel gruppo beat modenese i Condors, con il nome d'arte Pino di Lecce, per poi iniziare la carriera solista.
Dopo le prime esibizioni nei concorsi canori della sua regione, partecipa al con il suo nome completo al Festival di castrocaro 1965, con le canzoni La casa del sole e Da quando sei andata via, arrivando alla fase finale.
Viene così notato da Walter Guertler che gli propone un contratto discografico con la Jolly e lo fa debuttare con il primo disco; nel 1966 partecipa al Festivalbar con Grazie.
Nello stesso anno partecipa a Settevoci, il noto programma televisivo canoro condotto da Pippo Baudo nelle puntate di domenica 18 dicembre con Grazie ed in quella di domenica 25 dicembre con Sei contenta, cover di un successo di Sonny & Cher.
Nel 1967 partecipa al Festival di Sanremo, scelto da Domenico Modugno per presentare insieme a lui la canzone Sopra i tetti azzurri del mio pazzo amore.
Nello stesso anno partecipa anche a Un disco per l'estate 1967 con Tanto; è inoltre ospite in alcune trasmissioni televisive, come la citata Settevoci, e si esibisce dal vivo in giro per l'Italia con il suo gruppo, Gidiuli & The Douglas Group (in cui, tra i musicisti, vi è il futuro disc jockey Gianni Riso).
Dopo altre incisioni, abbandona l'attività musicale.
Trascorre la sua vita a Vignola, nel Modenese, e muore al Policlinico di Modena il 19 ottobre 2009.

## Discografia

### 45 giri
- 1966: Grazie/Sei contenta (che finisca) (Jolly, J 20349)
- 1967: Sopra i tetti azzurri del mio pazzo amore/Grazie (Jolly, J 20408)
- 1967: Tanto/Non sai che dirmi (Jolly, J 20411)
- 1972: La guerra e la pace/Eva senza Paradiso (Roch Records FM 11002)